# Nemesszeghy István
Nemesszeghy István Miklós (Komárom, 1863. július 5. – Esztergom, 1943. szeptember 18.) érseki tanítóképzői zenetanár, karnagy, zeneszerző. 

## Élete
Szülei Nemesszeghy Antal (1830-1900) 1848-as honvéd főhadnagy és Boronkay Anna (1831-1901). Tanulmányait Komáromban és Győrött folytatta.
Tagja lett a komáromi városi dalárdának, mely Kossovits József városi zeneiskolai tanár vezetése alatt Komárom első társadalmi köre volt. 
1883. december 16-án Kecskeméten Szabados Géza zeneiskolájában hegedűtanári állást kapott, de zongorát és összhangzattant is tanított. 
1890-ben a Budai Zeneakadémián hegedűtanári képesítést szerzett, és a kecskeméti állami főreáliskolához ment zenetanárnak, 1898-ban pedig az ének tanítását is ő vette át, s ugyanakkor nyilvános ének- és zeneiskolát nyitott. 
1902-ben a budapesti Nemzeti Zenedében az egyházi énekből és orgonából nyert jeles képesítést. 
1903-1931 között, nyugdíjazásáig az esztergomi érseki tanítóképző zenetanára volt. Esztergomi hangversenyeken volt karnagy.
Hosszú ideig a Pestmegyei Hírlap színi- és zenekritikusa. 1902-1903-ban a kecskeméti Függetlenség hetilap főmunkatársa.

## Művei
Elterjedtebb dalszerzeményei: Zengjen a dal, Kossuth gyászdal, Kurucz dal, Beborult az ég felettem, Mária-ének a Szeplőtelen Fogantatás ünnepére.
Több színdarabhoz írt zenét: Odry Lehelnek a Fehér pápa c. népszínművéhez, Vágó Istvánnak A szökött asszony, A mostoha és Bukov, a székelyek hóhéra c. népszínműveihez. 
Nyomtatásban megjelent művei: Tornaverseny induló (szövege Hornyik Józseftől), Jubileumi induló.